# Gigi Ballista
Gigi Ballista, né le 1er décembre 1918 à Florence et mort le 2 août 1980 à Rome, est un acteur italien.

## Biographie
Gigi Ballista est surtout connu en France pour apparaître dans le film d'Alan Parker Midnight Express en 1978, dans lequel il joue le rôle d'un juge turc.

## Filmographie partielle
- 1961 : Les partisans attaquent à l'aube (Un giorno da leoni), de Nanni Loy
- 1964 : Du grisbi au Caire (La sfinge sorride prima di morire - stop - Londra) de Duccio Tessari
- 1965 : L'Amant paresseux (Il morbidone) de Massimo Franciosa
- 1966 : Ces messieurs dames (Signore & signori), de Pietro Germi
- 1966 : Les Ogresses (Le Fate), sketch (Fata Elena), de Mauro Bolognini
- 1967 : L'Homme qui trahit la mafia, de Charles Gérard
- 1968 : Fais-moi très mal mais couvre-moi de baisers (Straziami, ma di baci saziami), de Dino Risi
- 1970 : La Califfa, d'Alberto Bevilacqua
- 1970 : Uccidete il vitello grasso e arrostitelo de Salvatore Samperi
- 1971 : Comment épouser une Suédoise (Il vichingo venuto dal sud) de Steno
- 1972 : Les Mille et Une Nuits érotiques (Finalmente... le mille e una notte d'Antonio Margheriti
- 1972 : Beati i ricchi de Salvatore Samperi : commandeur
- 1974 : Stavisky, d'Alain Resnais
- 1974 : Permettete, signora, che ami vostra figlia de Gian Luigi Polidoro
- 1974 : Brigitte, Laura, Ursula, Monica, Raquel, Litz, Maria, Florinda, Barbara, Claudia e Sofia, le chiamo tutte "anima mia" de Mauro Ivaldi
- 1974 : Sesso in testa de Sergio Ammirata (it) et Fernando Di Leo
- 1975 : Le téléphone pleure (Piange... il telefono) de Lucio De Caro
- 1975 : Un vice de famille (Il vizio di famiglia) de Mariano Laurenti
- 1975 : La Femme du dimanche (La donna della domenica), de Luigi Comencini
- 1976 : La Flic chez les poulets (La poliziotta fa carriera) de Michele Massimo Tarantini
- 1978 : Midnight Express, d'Alan Parker
- 1981 : L'assistente sociale tutta pepe e tutta sale de Nando Cicero